# Universal Design for Learning
Universal Design for Learning (UDL) är ett pedagogisk ramverk och är en inte vetenskapligt bevisad hypotes om lärande, som utvecklades av Centre for Applied Special Technology (CAST) i slutet av 1990-talet. Ramen är en produkt som kan köpas in av skolverksamheter och beskrivs av dess förespråkare, exempelvis Anne Meyer och David H. Rose, som baserad på forskning inom neurovetenskap och att den är evidensbaserad. Målsättningen med UDL är att skapa flexibla lärmiljöer och undervisningsmetoder som kan anpassas till individers olika inlärningsstilar och behov. I USA har UDL fått stor spridning och acceptans inom K-12 och högre utbildning, vilket indikerar att det finns en allmän tro på dess effektivitet och värde som pedagogiskt ramverk.
Trots påståenden om att UDL är en evidensbaserad och neurovetenskapligt grundad pedagogisk ram, har ingen rigorös publicerad forskning kunnat visa någon förbättring i inlärningsprocessen eller elevernas prestationer när åtgärder, metoder och strategier utformade med UDL:s principer i åtanke använts. Enligt statsvetaren och sociologen Michael Murphy har förespråkarna för UDL visat sig vara ovilliga att diskutera forskning av UDL:s effekter på lärande, och att de ofta fokuserar på anekdoter snarare än att testa metodens effektivitet genom robust forskningsdesigner. Bristen på vetenskapliga bevis för UDL och oviljan att studera UDL:s effekter menar Murphy väcker frågor om förespråkarnas förtroende för teorin.